# Nimorazole
Nimorazole (INN) là một chất chống nhiễm trùng nitroimidazole. Nó cũng đang được điều tra để điều trị ung thư đầu và cổ.